# Iprodion
Iprodion is een fungicide. De stof behoort tot de groep der dicarboximiden.

## Toepassing
Iprodion wordt gebruikt voor de bestrijding van grauwe schimmel, monilia-rot (tak- en bloesemsterfte), Sclerotinia (sclerotiënrot) en andere schimmelziekten bij een groot aantal teelten: groenten, fruit, sierbomen en -planten, gazons en grasvelden. Het is een contactfungicide dat de kieming van sporen remt en de groei van de zwamvlok (mycelium) blokkeert.
Merknamen zijn onder meer Rovral en Chipco Green (beide van Bayer CropScience). Oorspronkelijk werd de stof ontwikkeld door Rhône-Poulenc Agrochimie (later Aventis CropScience, dat in 2002 door Bayer werd overgenomen). Octrooien op de stof zijn inmiddels verlopen.
In 2010 werd Iprodion in de VS gelanceerd onder de merknaam Enclosure door Devgen als nematicide.

## Regelgeving
De Europese Unie heeft de toelating van dit gewasbeschermmiddel ingetrokken op 5 maart 2018.

## Toxicologie en veiligheid
De acute toxiciteit van iprodion is laag, maar de stof is ingedeeld als mogelijk kankerverwekkend (categorie 3).